# Mingäçevirreservoaren
Mingäçevirreservoaren (azerbajdzjanska: Mingəçevir su anbarı) är ett vattenmagasin i Azerbajdzjan. Det ligger i den centrala delen av landet, 270 km väster om huvudstaden Baku. Mingäçevirreservoaren ligger 70 meter över havet. Arean är 418 kvadratkilometer. Den sträcker sig 28,9 kilometer i nord-sydlig riktning, och 52,9 kilometer i öst-västlig riktning.
Reservoaren är anlagd på en sträcka av floden Kura. Bifloderna Iori och Alazani ansluter också här. Vid reservoaren ligger staden Mingäçevir.
Runt Mingäçevirreservoaren är det ganska glesbefolkat, med 43 invånare per kvadratkilometer.